# Georg Wilhelm Friedrich Hegel
Georg Wilhelm Friedrich Hegel (Stuttgart, 27 de agosto de 1770-Berlín, 14 de noviembre de 1831) fue un filósofo alemán, considerado como el más notable del Idealismo alemán y el último de la Modernidad, llamado incluso la «conciencia de la Modernidad».
La pretensión más general de su filosofía podría decirse que es la de explicar lógicamente el proceso a través del cual lo real y la verdad llegan a constituirse como tales, ello mediante la exposición sistemática de la racionalidad intrínseca de todo lo efectivamente dado en el mundo. En el célebre Prefacio a los 
Principios de la Filosofía del Derecho (1817) afirma que la tarea de la filosofía es «concebir lo que es, pues lo que es es la razón» y que tal como el individuo «es hijo de su tiempo; de la misma manera, la filosofía es su tiempo aprehendido en pensamientos».
Una de sus contribuciones más controvertidas para algunos, brillante para otros, es el rol que la dialéctica juega en todo lo dado. Esta, en su gran obra de juventud durante su periodo jeniense, Fenomenología del Espíritu (1807), está ligada a la experiencia que la conciencia natural sufre al perder la concepción previa que tenía de su objeto al ser reemplazada por una nueva. Es una violencia que ella se hace a sí misma donde la relación entre objeto y concepto previa es superada por una nueva sin dejar, sin embargo, completamente negada la concepción anterior, sino que la supera conservando el contenido de verdad que pudiese anidarse en ella. Es por este motivo que la dialéctica hegeliana es asociada con una negación determinada, distinta a la del escepticismo, puesto que esta termina consumándose en un largo camino de depuración, desde su versión más ingenua, hasta el conocimiento absoluto. Pero a diferencia de Immanuel Kant, su predecesor, Hegel defendía un tipo de Razón que resultaba de la relación dialéctica entre los raciocinios individuales y los hechos impredecibles de la realidad, y cuya sustancia solo podía comprenderse a posteriori, siendo de esta forma una razón histórica, colectiva y providencialista. De ahí su expresión «astucia de la razón», por cuanto difícilmente alguien podría por sí solo considerar todas las variables relevantes para realizar en el mundo, de manera previsible, un ideario de la conciencia: la razón produce resultados que «escapan» a las previsiones que uno pudiera hacer en relación con su funcionalidad presente, desplegándose según una predestinación que a priori le es inaccesible.
Su teoría fue reinterpretada por Karl Marx desde una óptica materialista, subordinando de esta manera al género humano y su razón (fenómeno secundario en Marx) a los vaivenes de las grandes conformaciones de la materia (la Iglesia, el Estado y el Mercado, por ejemplo): el ser humano depende inevitablemente de sus condiciones ideales y materiales, enfrentándose a ellas en una dialéctica imperecedera, la cual no le hace libre en modo alguno, sino más bien le otorga una nueva forma material en cada ciclo dialéctico.
Recibió su formación en el Tübinger Stift (seminario de la Iglesia Protestante en Wurtemberg), donde trabó amistad con el futuro filósofo Friedrich Schelling y el poeta Friedrich Hölderlin. Admiraba las obras de Platón, Aristóteles, René Descartes, Baruch Spinoza, Immanuel Kant, Jean-Jacques Rousseau, así como la Revolución Francesa, la cual acabó rechazando cuando esta cayó en manos del terror jacobino. Aunque se sospechó que fue víctima de una epidemia de cólera que hizo estragos durante el verano y el otoño de 1831, recientes investigaciones apuntan a causas desconocidas y no al cólera como causa de muerte, descartando esta última. Fue el padre del historiador Karl von Hegel (1813-1901).
Considerado por la historia clásica de la filosofía como el representante de «la cumbre del movimiento decimonónico alemán del idealismo filosófico» y como un revolucionario de la dialéctica, habría de tener un impacto profundo en el materialismo histórico de Karl Marx. La relación intelectual entre Marx y Hegel ha sido una gran fuente de interés por la obra de Hegel. Su pensamiento generó una serie de reacciones y revoluciones que van desde la explicación del materialismo marxista, el preexistencialismo de Søren Kierkegaard, el escape de la metafísica de Friedrich Nietzsche, el existencialismo de Gabriel Marcel, la crítica a la ontología de Martin Heidegger, el pensamiento de Jean-Paul Sartre, la filosofía nietzscheana de Georges Bataille, el actualismo de Giovanni Gentile, la dialéctica negativa de Theodor W. Adorno, la teoría de la deconstrucción de Jacques Derrida y la teoría psicoanalítica de Jacques Lacan, entre otros. Resulta patente, en este sentido, el impacto que el sistema hegeliano ha tenido en la filosofía continental y, en especial, en la filosofía francesa del último siglo, donde la recepción de Hegel estuvo mediada, principalmente, por Jean Hyppolite, Alexandre Koyré y Alexandre Kojève.

## Formación
Hegel asistió al seminario protestante de Tubinga con el poeta Friedrich Hölderlin y el idealista objetivo Schelling. Los tres siguieron con atención el desarrollo de la Revolución francesa y recibieron la influencia de Kant, el mayor filósofo de Alemania, así como de Fichte. Pero sobre todo debe entenderse a Hegel y al hegelianismo como una reacción contra el kantismo que entonces imperaba en la mayor parte de las facultades alemanas. Para Hegel no va a haber «cosa en sí» (Ding an sich) al modo kantiano, la razón se va a apropiar de toda la realidad, la autoconciencia que ya Kant había llamado «unidad sintética de la apercepción» va a ir barriendo con todo lo incognoscible, para dar lugar a categorías racionales con las cuales poder conocer el contradominio.

## Obra
Se suele considerar la primera obra realmente importante de Hegel su Fenomenología del espíritu (1807), si bien sus Escritos de Juventud —nunca publicados en vida—, entre los que sobresale El Espíritu del Cristianismo y su destino, han sido objeto de estudio e interpretación desde que salieron a luz a principios del siglo XX. Otras obras prefenomenológicas, como La Constitución de Alemania (1802), dan cuenta del triste estado del Sacro Imperio Romano Germánico a comienzos del s. XIX. El sistema que propone para Alemania y el resentimiento que ahí expresa por los demás países de Europa, con excepción de Italia que, según Hegel, comparte el destino de Alemania, hace de esta obra un extraño presagio de la Segunda Guerra Mundial.[cita requerida] En 1802 aparecen sus primeras publicaciones en la Revista Crítica de Filosofía, en la que trabaja junto con Schelling, su viejo compañero del Seminario de Tubinga. 
Junto a la Fenomenología del espíritu se consideran las obras más importantes de Hegel la Ciencia de la lógica (Wissenschaft der Logik, 1812-1816), la Enciclopedia de las ciencias filosóficas (Enzyklopädie der philosophischen Wissenschaften, 1817, con varias reediciones posteriores) y la Filosofía del derecho (Grundlinien der Philosophie des Rechts, 1821). Además existen otras obras que constituyen recopilaciones de sus clases sobre distintos temas y que se publicaron de manera póstuma como volúmenes temáticos y pueden ser también muy relevantes para estudios más específicos.

## Pensamiento
Las obras de Hegel tienen fama de difíciles por la amplitud de los temas que pretenden abarcar. Hegel introdujo un sistema para entender la historia de la filosofía y el mundo mismo, llamado a menudo «dialéctica»: una progresión en la que cada movimiento sucesivo surge como solución de las contradicciones inherentes al movimiento anterior. Por ejemplo, la Revolución francesa constituye para Hegel la introducción de la verdadera libertad a las sociedades occidentales por primera vez en la historia.
Sin embargo, precisamente por su novedad absoluta, es también absolutamente radical: por una parte, el aumento abrupto de violencia que hizo falta para realizar la revolución no puede dejar de ser lo que es, y por otra parte, ya ha consumido a su oponente. La revolución, por consiguiente, ya no tiene hacia dónde volverse más que a su propio resultado: la libertad conquistada con tantas penurias es consumida por un brutal Reinado del Terror. La historia, no obstante, progresa aprendiendo de sus propios errores: solo después de esta experiencia, y precisamente por ella, puede postularse la existencia de un Estado constitucional de ciudadanos libres, que consagra tanto el poder organizador (supuestamente) benévolo del gobierno racional y los ideales revolucionarios de la libertad y la igualdad. «En el pensamiento es donde reside la libertad».
En las explicaciones contemporáneas del hegelianismo —para las clases preuniversitarias, por ejemplo— la dialéctica de Hegel a menudo aparece fragmentada, por comodidad, en tres momentos llamados «tesis» (en nuestro ejemplo, la revolución), «antítesis» (el terror subsiguiente) y «síntesis» (el Estado constitucional de ciudadanos libres). Sin embargo, Hegel no empleó personalmente esta clasificación en absoluto; había sido creada anteriormente por Fichte en su explicación más o menos análoga de la relación entre el individuo y el mundo. Los estudiosos serios de Hegel no reconocen, en general, la validez de esta clasificación, aunque probablemente tenga algún valor pedagógico (véase Tríada dialéctica).
El historicismo creció significativamente durante la filosofía de Hegel. De la misma manera que otros exponentes del historicismo, Hegel consideraba que el estudio de la historia era el método adecuado para abordar el estudio de la ciencia de la sociedad, ya que revelaría algunas tendencias del desarrollo histórico. En su filosofía, la historia no solo ofrece la clave para la comprensión de la sociedad y de los cambios sociales, sino que es tomada en cuenta como tribunal de justicia del mundo.
La filosofía de Hegel afirmaba que todo lo que es real es también racional y que todo lo que es racional es real. El fin de la historia era, para Hegel, la parusía del espíritu, y el desarrollo histórico podía equipararse al desarrollo de un organismo, los componentes trabajan afectando al resto y tienen funciones definidas.
Hegel dice que es una norma divina, que en todo se halla la voluntad de Dios, que es conducir al hombre a la libertad; por ello es considerado panteísta. Justifica así la desgracia histórica: toda la sangre y el dolor, la pobreza y las guerras son «el precio» necesario a pagar para lograr la libertad de la humanidad.
Hegel se valió de este sistema para explicar toda la historia de la filosofía, de la ciencia, del arte, de la política y de la religión, pero muchos críticos modernos señalan que Hegel a menudo parece pasar por alto las realidades de la historia a fin de hacerlas encajar en su molde dialéctico. Karl Popper, crítico de Hegel en La sociedad abierta y sus enemigos, opina que el sistema de Hegel constituye una justificación tenuemente disfrazada del gobierno de Federico Guillermo III y de la idea hegeliana de que el objetivo ulterior de la historia es llegar a un Estado que se aproxima al de la Prusia del decenio de 1831. Esta visión de Hegel como apólogo del poder estatal y precursor del totalitarismo del siglo XX fue criticada minuciosamente por Herbert Marcuse en Razón y revolución: Hegel y el surgimiento de la teoría social, arguyendo que Hegel no fue apólogo de ningún Estado ni forma de autoridad sencillamente porque estos existieran; para Hegel, el Estado debe ser siempre racional. Arthur Schopenhauer despreció a Hegel por su historicismo y tachó su obra de pseudofilosofía.
La filosofía de la historia de Hegel está también marcada por los conceptos de las «astucias de la razón» y la «burla de la historia»; la historia conduce a los hombres que creen conducirse a sí mismos, como individuos y como sociedades, y castiga sus pretensiones de modo que la historia-mundo se burla de ellos produciendo resultados exactamente contrarios, paradójicos, a los pretendidos por sus autores, aunque finalmente la historia se reordena y, en un bucle fantástico, retrocede sobre sí misma y con su burla y paradoja sarcástica, convertida en mecanismo de cifrado, crea también ella misma, sin quererlo, realidades y símbolos ocultos al mundo y accesibles solo a los cognoscentes, es decir, a aquellos que quieren conocer.

### Lógica
El acto de conocimiento es la introducción de la contradicción. El principio del tercero excluido, algo o es A o no es A, es la proposición que quiere rechazar la contradicción y al hacerlo incurre precisamente en contradicción: A debe ser +A o -A, con lo cual ya queda introducido el tercer término, A, que no es ni + ni - y por lo mismo es +A y -A. Una cosa es ella misma y no es ella, porque en realidad toda cosa cambia y se transforma ella misma en otra cosa. Esto significa la superación de la lógica formal y el establecimiento de la lógica dialéctica.
Todas las cosas son contradictorias en sí mismas y ello es profunda y plenamente esencial. La identidad es la determinación de lo simple inmediato y estático, mientras que la contradicción es la raíz de todo movimiento y vitalidad, el principio de todo automovimiento y, solamente aquello que encierra una contradicción se mueve.
La imaginación corriente capta la identidad, la diferencia y la contradicción, pero no la transición de lo uno a lo otro, que es lo más importante, cómo lo uno se convierte en lo otro.
Causa y efecto son momentos de la dependencia recíproca universal, de la conexión y concatenación recíproca de los acontecimientos, eslabones en la cadena del desarrollo de la materia y la sociedad: la misma cosa se presenta primero como causa y luego como efecto. 
Es necesario hacer conciencia de la intercausalidad, de las leyes de conexión universal objetiva, de la lucha y la unidad de los contrarios y de las transiciones y las transformaciones de la naturaleza y la sociedad. La totalidad de todos los aspectos del fenómeno, de la realidad y de sus relaciones recíprocas, de eso está compuesta la verdad. 
La realidad es la unidad de la esencia y la existencia. La esencia no está detrás o más allá del fenómeno, sino que por lo mismo que la esencia existe, la esencia se concreta en el fenómeno. La existencia es la unidad inmediata del ser y la reflexión: posibilidad y accidentalidad son momentos de la realidad puestos como formas que constituyen la exterioridad de lo real y por tanto son cuestión que afecta el contenido, porque en la realidad se reúne esta exterioridad, con la interioridad, en un movimiento único y se convierte en necesidad, de manera que lo necesario es mediado por un cúmulo de circunstancias o condiciones.
La cantidad se transforma en calidad y los cambios se interconectan y provocan los unos con los otros. Las matemáticas no han logrado justificar estas operaciones que se basan en la transición, porque la transición no es de naturaleza matemática o formal, sino dialéctica. 
Las determinaciones lógicas anteriormente expuestas, las determinaciones del ser y la esencia, no son meras determinaciones del pensamiento. La lógica del concepto se entiende ordinariamente como ciencia solamente formal, pero si las formas lógicas del concepto fueran recipientes muertos, pasivos, de meras representaciones y pensamientos, su conocimiento sería superfluo; pero en realidad son como formas del concepto, el espíritu vivo de lo real y por tanto se requiere indagar la verdad de estas formas y su conexión necesaria.
El método del conocimiento no es una forma meramente exterior, sino que es alma y concepto del contenido. Por lo que se refiere a la naturaleza del concepto el análisis es lo primero, porque debe elevar la materia dada a la forma de abstracciones universales, las cuales, luego, mediante el método sintético son puestas como definiciones. El análisis resuelve el dato concreto, aísla sus diferencias y les da forma de universalidad o deja lo concreto como fundamento y, por medio de la abstracción de las particularidades que aparentan ser inesenciales, pone de relieve un universal concreto o sea la fuerza de ley general. Esta universalidad es luego también determinada mediante la síntesis del concepto en sus formas, en definiciones.
La actividad humana une lo subjetivo con lo objetivo. El fin subjetivo se vincula con la objetividad exterior a él, a través de un medio que es la unidad de ambos, esto es la actividad conforme al fin. Así, con sus herramientas, el hombre posee poder sobre la naturaleza exterior, aunque en lo que respecta a sus fines se encuentra con frecuencia sometido a ella.

### Estética
Hegel estudió el arte como modo de aparecer de la idea en lo bello. En sus lecciones sobre estética define primero el campo en el que esta ciencia debe trabajar. Realiza para ello una distinción entre lo bello natural y lo bello artístico. Lo bello artístico es superior a lo bello natural porque en el primero está presente el espíritu, la libertad, que es lo único verdadero. Lo bello en el arte es belleza generada por el espíritu, por tanto partícipe de este, a diferencia de lo bello natural que no será digno de una investigación estética, precisamente por no ser partícipe de ese espíritu que es el fin último de conocimiento.
Antes de analizar lo bello artístico, Hegel refuta algunas objeciones que catalogan al arte como indigno de tratamiento científico (con tratamiento científico Hegel se refiere a tratamiento filosófico y no a la ciencia como se entiende hoy).
Como primer punto que discutir, habla de la afirmación que vuelve al arte indigno de investigación científica por contribuir a la relajación del espíritu, careciendo así de naturaleza seria. Según esto, el arte, tomado como un juego, emplea la ilusión como medio para su fin y, dado que el medio debe siempre corresponder a la dignidad del fin, lo verdadero nunca puede surgir de la apariencia.
También Hegel en este punto se refiere a Kant para criticarlo. Kant viene a decir que el arte sí es digno de una investigación científica, al asignarle el papel de mediador entre razón y sensibilidad. Pero Hegel no solo no cree esto posible, ya que tanto la razón como la sensibilidad no se prestarían a tal mediación y reclamarían su pureza, sino que además aclara que, siendo mediador, el arte no ganaría más seriedad, ya que este no sería un fin en sí mismo y el arte seguiría estando subordinado a fines más serios, superiores.
Dentro del campo de la estética o filosofía del arte, Hegel distingue entre arte libre y arte servil, teniendo este último fines ajenos a él, como por ejemplo el decorar. Es el arte libre el que será objeto de estudio, ya que tiene fines propios, es libre y verdadero, porque es un modo de expresar lo divino de manera sensible. De esta manera el arte se aproxima al modo de manifestación de la naturaleza, que es necesaria, seria y sigue leyes.
En su calidad de ilusión, el arte no puede separarse de toda la realidad. La apariencia le es esencial al espíritu, de manera que todo lo real será apariencia de este. Existe una diferencia entre la apariencia en lo real y la apariencia en el arte. La primera, gracias a la inmediatez de lo sensible, se presenta como verdadera, se nos aparece como lo real. En cambio la apariencia en lo artístico se presenta como ilusión, le quita al objeto la pretensión de verdad que tiene en la realidad y le otorga una realidad superior, hija del espíritu. De manera que aunque la idea se encuentre tanto en lo real como en el arte, es en este último en donde resulta más fácil penetrar en ella.
Al tener el arte como esencia el espíritu, se deduce que su naturaleza es el pensar, de manera que los productos del arte bello, más allá de la libertad y arbitrio que puedan tener, en cuanto partícipes del espíritu, este les fija límites, puntos de apoyo. Tienen conciencia, se piensan sobre sí mismos. El contenido determina una forma.
Al serle al arte esencial la forma, el mismo es limitado. Hay un momento en el que el arte satisface las necesidades del espíritu, pero por su carácter limitado esto dejará de ser así. Una vez que deja de satisfacer dichas necesidades, la obra de arte genera en nosotros, además del goce inmediato, el pensamiento y la reflexión; genera en nosotros juicio, y este va a tener como objetivo el conocer el arte, el espíritu que en él se aparece, su ser ahí. Es por esto que la filosofía del arte es aún más necesaria hoy que en el pasado.
Entonces, los productos del arte bello son una alienación del espíritu en lo sensible. La verdadera tarea del arte es llevar a la conciencia los verdaderos intereses del espíritu y es por esto que, al ser pensado por la ciencia, el arte cumple su finalidad.
Hegel distingue tres formas artísticas: la forma artística Simbólica, la forma artística Clásica y la forma artística Romántica. Estas marcan el camino de la idea en el arte, son diferentes relaciones entre el contenido y la forma.
La forma artística Simbólica es un mero buscar la forma para un contenido que aún es indeterminado. La figura es deficiente, no expresa la idea. El hombre parte del material sensible de la naturaleza y construye una forma a la cual le adjudica un significado. Se da la utilización del símbolo y este, en su carácter de ambiguo, llenará de misterio todo el arte simbólico. La forma es mayor que el contenido. Hegel relaciona esta forma artística con el arte de la arquitectura, esta no muestra lo divino sino su exterior, su lugar de residencia. Se refiere a la arquitectura de culto, más específicamente a la egipcia, la india y la hebrea.
La forma artística Clásica logra el equilibrio entre forma y contenido. La idea no solo es determinada sino que se agota en su manifestación. El arte griego, la escultura, es el arte de la forma artística clásica. Las esculturas griegas no eran, para los griegos, representaciones del dios sino que eran el dios mismo. El hombre griego fue capaz de expresar su espíritu absoluto, su religión, en el arte. A esto se refiere Hegel cuando habla del carácter pasado del arte. El arte, en su esencia, pertenece al pasado siempre, porque es en él en donde la cumple, es en el arte griego en donde el Arte logra su fin último, la representación total de la idea.
Pero precisamente por el carácter limitado del arte, este equilibrio tiene que romperse y aquí se da el paso a la forma artística Romántica. Una vez más hay una desigualdad entre forma y contenido, dejan de encastrar de manera perfecta, pero ahora es la forma la que no es capaz de representar el espíritu. El contenido rebasa la forma.
Las artes de esta forma artística son la pintura, la música y la poesía. La idea va de lo más material, la pintura, a lo menos material, pasando por la música, que tiene como materia el sonido, y llega a la poesía, que es el arte universal del espíritu ya que tiene como material la bella fantasía. La poesía atravesará todas las demás artes.
Muchos filósofos van a retomar el tema del arte en Hegel, Hans-Georg Gadamer, por ejemplo, hablará de «La muerte del Arte» refiriéndose a la estética hegeliana. Hegel nunca habló de una muerte del arte sino que le otorgó a este el carácter de pasado, pasado no entendido como algo que ya no existe; el «carácter pasado del arte» esta íntimamente vinculado con el fin de la filosofía hegeliana, conocer al espíritu, que este sea libre. Dentro de este fin, el arte cumplió su tarea en el pasado, en la época clásica, para luego ser superado por la religión y en última instancia, esta por la filosofía.

### Dialéctica histórica
Hegel expuso extensamente su filosofía de la historia en sus Lecciones sobre la Filosofía de la Historia Universal. Sin embargo, la exposición más notable de su visión dialéctica de la historia es aquella contenida en la obra que, como ninguna otra, encarna y simboliza su filosofía: la Fenomenología del Espíritu. Se trata del análisis presentado en la sección central de la Fenomenología, que lleva por rúbrica El Espíritu (Der Geist) y que trata de la historia europea desde la Grecia clásica hasta la Alemania del tiempo de Hegel.
En concordancia con su esquema dialéctico, Hegel divide el período a analizar en tres grandes fases: la de la unidad originaria (la polis de la Grecia clásica), la de la división conflictiva pero desarrolladora (Roma, el feudalismo y la Edad Moderna hasta la Revolución Francesa) y, finalmente, la vuelta a la unidad, pero ahora enriquecida por el desarrollo anterior (el presente de Hegel). El punto de arranque es el momento de lo que Hegel llama el Espíritu verdadero (Der wahre Geist). Este momento, representado por las ciudades estado griegas, nos muestra el Espíritu en su unidad primigenia, aún indiferenciado y no desarrollado. Es un momento de felicidad dada por la armonía entre el todo (la ciudad) y las partes (los ciudadanos), donde los individuos entienden su destino como una expresión directa del destino colectivo y donde, como lo dice Hegel de una manera inspirada por la Antígona de Sófocles, la ley humana y la ley divina coinciden. Los hombres viven aquí de acuerdo a las costumbres heredadas que forman la base de una ética espontánea y evidente, aún muy distante de la moral reflexiva. Este estado o momento representa una especie de infancia de la humanidad: feliz en la inmediatez natural de sus vínculos y en sus certidumbres aún no cuestionadas. Pero esta felicidad de la armonía primigenia no puede durar, ya que su precio es la falta de desarrollo. Por su naturaleza, el Espíritu busca profundizar en su propio contenido y tal como Adán, y con las mismas consecuencias, no puede dejar de comer del fruto del árbol de la sabiduría. De esta manera se rompe el encanto del Jardín del Edén y un abismo se abre entre la ley divina y la ley humana. Los hombres se individualizan y entran en conflicto unos con otros: la comunidad original se quiebra. Así se enfrentan las familias y luego las ciudades entre sí, cada una de las cuales quiere afirmar su ley y sus peculiaridades como universales y busca por ello someter a las demás. La guerra se hace inevitable, pero el Espíritu no retrocede ni ante la guerra ni los sufrimientos. Tanto por las divisiones y desgarramientos internos como por los conflictos externos pierden las viejas costumbres su legitimidad natural y espontánea, su validez evidente e incuestionada. La infancia queda así atrás y se entra en la fase de la juventud, activa, desafiante y conflictiva. De esta manera se adentran los hombres en una larga peregrinación, en un estado social caracterizado por la división y el extrañamiento. El Espíritu entra en el reino de la alienación.
El segundo momento del desarrollo del Espíritu es aquel del Espíritu extrañado de sí mismo (Der sich entfremdete Geist). El Espíritu se ha hecho extraño a sí mismo, la unidad y la totalidad han cedido lugar a la lucha de las partes en un mundo cada vez más atomizado, donde lo particular (los individuos o los grupos) se rebela contra lo general (la sociedad o comunidad). El tejido social se escinde entre una esfera privada y una pública. La vida individual se privatiza y, al mismo tiempo, lo público pasa a ser el dominio o la propiedad de unos pocos: el Estado se separa de la sociedad. La marcha del progreso que resulta de esta división se hace ajena a sus propios creadores. La historia discurre así, como Hegel primero y luego Marx gustaba de decir, a espaldas de los hombres. La pérdida de la unidad primigenia y la división social crean un fuerte sentimiento de infelicidad. Es la época de lo que Hegel llama la «conciencia infeliz» (unglücklige Bewusstsein), la cual encuentra en el cristianismo su expresión religiosa adecuada por medio de la cual reconoce su propio extrañamiento y su incapacidad de comprender su propia obra en la idea de un Dios trascendente, inalcanzable e incomprensible. La vida se hace misterio y el misterio pasa a ser la esencia de Dios. Todo esto es doloroso, pero así es el progreso, la realización de la razón es trágica tal como lo enseña el sacrificio mismo de Cristo.
El conflicto entre el todo y las partes alcanza su forma más aguda en la lucha que directamente precede la época de Hegel: la lucha entre la ilustración y la superstición (der kampf der Aufklärung mit dem Aberglauben). La fe, el sentimiento religioso, representa lo general, la totalidad, la especie, pero de una manera mística. La Ilustración representa, a su vez, la fuerza analítica del intelecto, la profundización por medio de las ciencias especializadas en las singularidades de la existencia, el dominio ilimitado de lo individual y lo particular. En este enfrentamiento triunfa la Ilustración y la fe se desintegra ante el embate del intelecto. Pero la victoria del intelecto –que es la negación del todo o la unidad– es solo temporal y prepara la victoria definitiva de la totalidad, bajo la forma del sistema omniabarcante de la razón del mismo Hegel, que no es sino la negación de la negación y con ello la vuelta a la afirmación original, pero ahora enriquecida por el desarrollo intermedio. 
El último acto en el drama del Espíritu alienado de sí mismo es la Revolución Francesa. En torno a la misma Hegel desarrolla uno de sus análisis más notables. La Revolución Francesa representa para Hegel el intento de instaurar sobre la tierra el reino de lo que él llama «la libertad absoluta» (die absolute Freiheit). Se trata de la razón individual ensoberbecida que se decide a actuar con plena libertad, sin límites, como si el mundo pudiese crearse de nuevo y, además, a su antojo. El cuestionamiento de la fe y la elevación del intelecto humano al sitial de Dios crean la ilusión de que todo puede ser cambiado de acuerdo al plan de los reformadores revolucionarios. Se trata de la hibris de la razón que, de esta manera, se vuelve contra todo lo existente. Pero la revuelta de la razón revolucionaria o de la libertad absoluta no es para Hegel sino un malentendido trágico, que no podía sino terminar en el terror (der Schrecken). Finalmente, cada líder y cada fracción revolucionaria trata de imponerle al resto sus utopías y crear un nuevo mundo a su antojo como si fueran dioses. Y estos nuevos dioses feroces, decididos a hacerle el bien a la humanidad aunque le costase la vida a incontables seres humanos, terminaron necesariamente combatiéndose unos a otros, con aquella ceguera y ensañamiento que solo aquellos que se creen los portadores de la bondad extrema pueden exhibir. La rivalidad y la sospecha mutua se hicieron así la regla y el reino de la llamada «voluntad general» terminó en el despotismo de Robespierre. Ahora bien, el final trágico de la Revolución Francesa no hace que su evaluación de conjunto sea negativa para Hegel sino muy por el contrario. Fiel a su lógica historicista, donde incluso la violencia más repugnante juega su papel, la ve no solo como un momento necesario de la realización del Espíritu sino como uno de sus grandes momentos. La revolución fue un intento grandioso de transformar a cada individuo en el dueño del mundo y de su destino, de someter toda objetividad, todo lo dado, a la voluntad transformadora del ser humano. Se cumplía así, radicalmente, el programa de la Ilustración, aquel que Kant resumió en su famosa definición de la misma como «la salida del hombre de su minoría de edad». Pero al cumplirse de una manera tan radical y absoluta, el programa de la Ilustración dejó claramente de manifiesto sus falacias y problemas. El tribunal de la razón se transformó en el tribunal revolucionario, donde no solo se decapitó al pasado sino también a los propios revolucionarios. En todo caso, el apocalipsis revolucionario fue un hito definitivo para el futuro y posibilitó, como la tormenta que despeja el cielo nublado, el paso del Espíritu a la fase de su reconciliación final. 

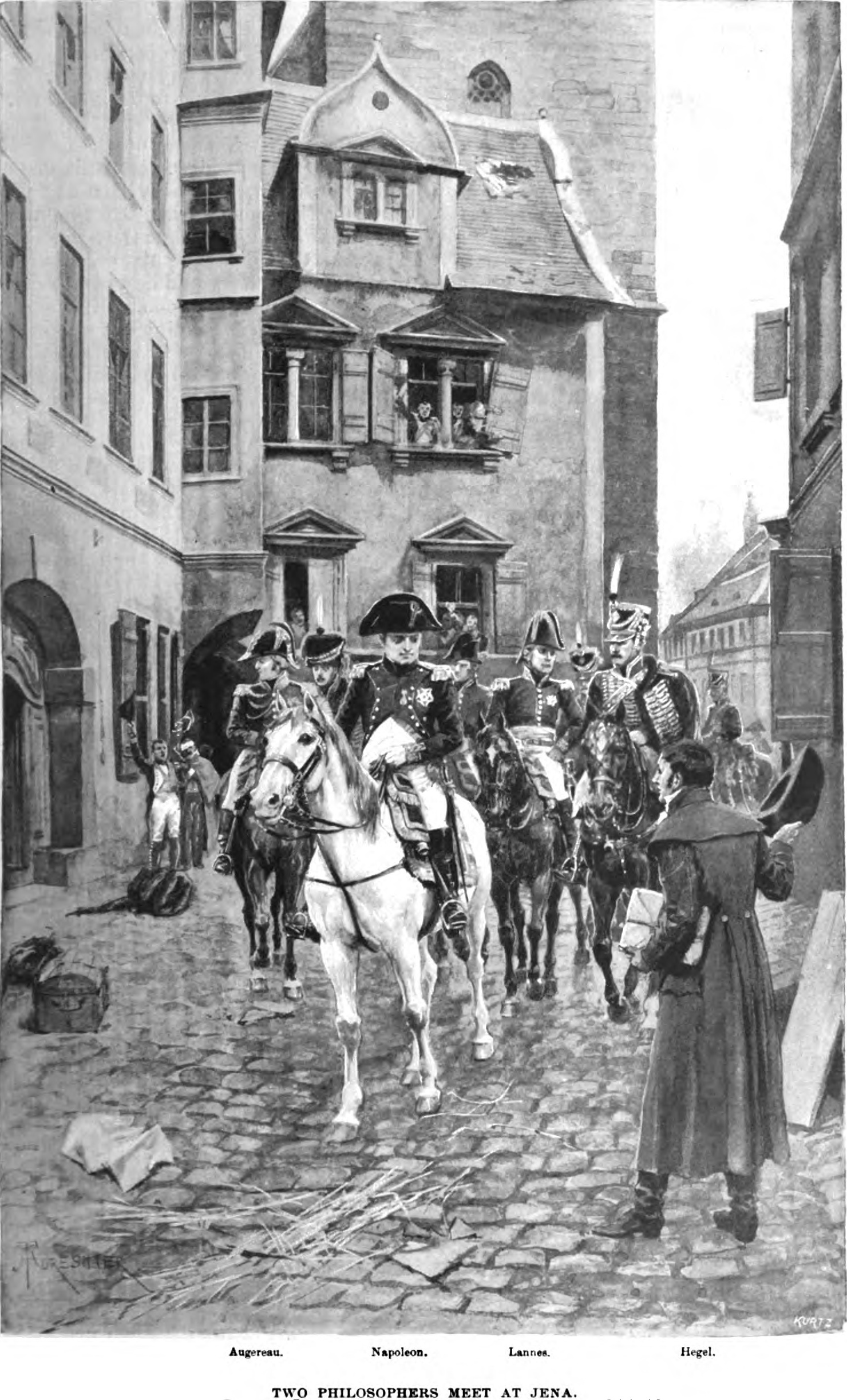
Encuentro de Hegel y Napoleón en una calle de Jena en 1806.

Después del fin sangriento del gran sueño de la libertad absoluta, los individuos volvieron a sus modestos quehaceres cotidianos, pero la Europa posrevolucionaria ya nunca más podría ser la de antes. Un nuevo principio se había plasmado y se transformaría en el eje de un nuevo Estado, el «Estado racional», que no negaba las distinciones anteriores propias de la sociedad civil ni tampoco al individuo sino que los subordinaba a todos en una nueva unidad orgánica, en una armonía superior que era así la negación de la negación, el fin de la alienación, la reconciliación de las partes con el todo y de los individuos con la comunidad. Con ello se pasaba al momento culminante de la realización del Espíritu, la del Espíritu cierto de sí mismo (Der seiner selbst gewisse Geist) que alcanza su forma más adecuada en la «filosofía absoluta», que no es otra que la de Hegel. La lección de la gran revolución fue verdaderamente decisiva. Para Hegel significó el abandono definitivo de todo sueño utópico –entre ellos aquellos sueños juveniles de un restablecimiento de aquel supuesto estado de armonía primigenia representado por la polis de la Antigüedad– para transformarse en el pensador profundamente conservador de su edad madura, aquel pensador que ya no es el filósofo de la revolución sino de la restauración. Lo que el fracaso del intento de instaurar el reino de la libertad absoluta mostraba era que los hombres, en realidad, nada tienen que cambiar en lo esencial, que no pueden construir un mundo como les plazca, que el pasado no es una pura sarta de estúpidas irracionalidades, que lo que ha existido tiene un sentido y un contenido duraderos, que se trata nada menos que de las expresiones de la razón en sus distintos momentos, todos ellos necesarios para alcanzar su forma adecuada. Detrás del telón del fin de la historia no hay nada más que la historia misma. Es por ello que lo que resta no es destruir la herencia de los siglos sino reconocerla y darle una forma definitivamente armoniosa o racional, es decir, acorde al conjunto de la Idea ya realizada. Al fin de la historia no queda sino la reconciliación o la vuelta del espíritu a sí mismo.

### Acusaciones de eurocentrismo
Hegel suele ser criticado de eurocéntrico. Es usual que se lo acuse de haber sido uno de los promotores más notables de la superioridad europea (más exactamente del norte de Europa) sobre las demás culturas del mundo. Estos señalamientos suelen vincularse a la representación según la cual Hegel también habría sido el filósofo oficial de la monarquía absoluta prusiana, un mistificador del Estado, promotor del nacionalismo expansionista, y defensor de la política reaccionaria en general. Se suele acusar al autor, en particular, de ser el portavoz del proyecto de la Modernidad, o de ser el portavoz de la respuesta nacionalista alemana contra las Luces (o, contradictoriamente, ambas a la vez). Se lo señala como un defensor irrestricto del «Espíritu germánico». La versión más radical y cruda de este relato ha llegado a acusar a Hegel de pre-configurar el nazismo, a pesar de haber fallecido más de 100 años antes de la llegada al poder de Adolf Hitler.
Sin embargo, esta opinión no es compartida por los especialistas. Por el contrario, los estudiosos de Hegel y su pensamiento consideran que tales imputaciones son meros «mitos», los cuales parten de una tradición de críticos distorsionadores de la obra hegeliana. Los orígenes de esta propaganda anti-hegeliana pueden trazarse a la primera mitad del siglo XIX. En la actualidad, este tipo de críticas suele ser puesta en circulación por parte de autores o comentaristas que no han leído la obra original del autor, o que solo han leído textos de modo fragmentario.
En un sentido opuesto, la recepción del pensamiento de Hegel en América Latina impulsó el desarrollo de una filosofía de la liberación hegeliana en clave específicamente latinoamericanista. Algunos de los autores más reconocidos en esta línea han sido Julio de Zan y Rubén Dri.

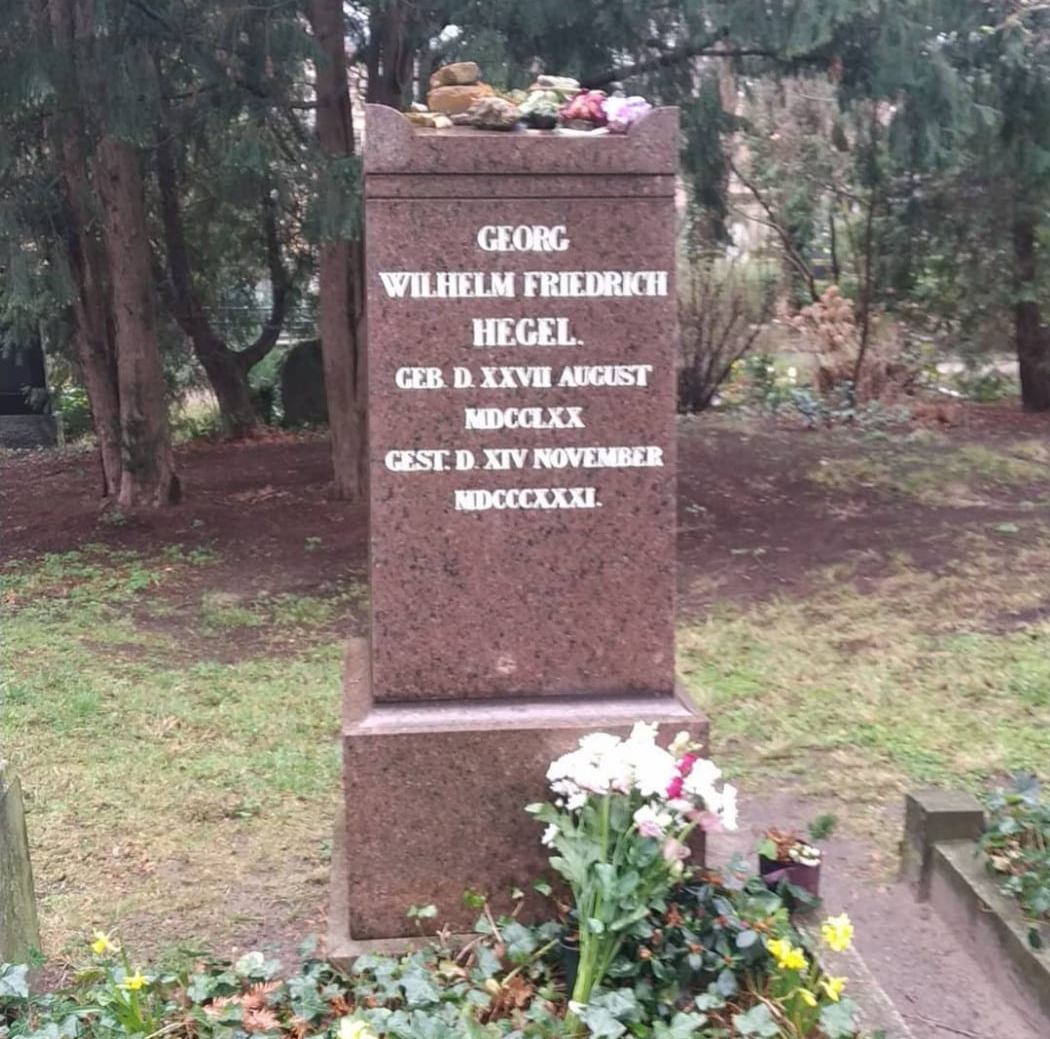
Seguidores actuales visitan la tumba y dejan obsequios en ella.

## Seguidores
Tras la muerte de Hegel, sus seguidores se dividieron en dos campos principales y contrarios, que fueron denominados por David F. Strauss derecha e izquierda hegeliana. Los hegelianos de derecha, también denominados «viejos hegelianos», discípulos directos de Hegel en la Universidad de Berlín, defendieron una interpretación espiritualista de su obra y la compatibilidad entre cristianismo e idealismo hegeliano, y el conservadurismo político que restauró los sistemas monárquicos, en especial el de Prusia bajo Federico Guillermo III (1770-1840), tras las guerras napoleónicas en el Congreso de Viena (1814-1815), fundándose en que «todo lo real es racional». Apuntalaron además diversos dogmas cristianos. Los más destacados fueron Karl Friedrich Göschel (1781-1861), autor de Sobre las pruebas de la inmortalidad del alma a la luz de la filosofía especulativa (1835); Georg Andreas Gabler (1786-1853), que escribió La Propedéutica de la Filosofía (1827) entre otras obras; Casimir Corradi (1784-1849), que imprimió Inmortalidad y vida eterna (1837); Kuno Fischer (1824-1907), a quien se debe una Historia de la filosofía moderna (1854-1907) de inspiración hegeliana, y Karl Rosenkranz (1805-1879), inicialmente seguidor de Schleiermacher y después biógrafo de Hegel, aunque para algunos es quien interpretó el «centro hegeliano».
Frente a los «viejos hegelianos», los de la izquierda fueron llamados jóvenes hegelianos e interpretaron a Hegel en un sentido revolucionario, lo que los llevó a atenerse al ateísmo en la religión y a la democracia liberal en la política. Rechazaban toda interpretación religiosa de la filosofía de Hegel, e incluso sostenían la incompatibilidad entre cristianismo y filosofía hegeliana; para ellos la religión era un simple mito. Aplicaron la dialéctica a la realidad presente, por lo que entendieron esta como un momento superable por una racionalidad mejor. Entre estos «hegelianos de izquierda» se cuentan Bruno Bauer (1809-1882), quien primero contó entre los de la derecha, pero luego se adhirió a las tesis de Strauss; Ludwig Feuerbach (1804-1872), autor de Pensamientos sobre la muerte y la inmortalidad; David Friedrich Strauss (1808-1874), cuya biografía de Jesucristo tanto escandalizó a los europeos; Max Stirner (1806-1856), autor de El único y su propiedad y el más famoso, Karl Marx (1818-1883), autor del incompleto El capital. Los múltiples cismas en esta facción llevaron finalmente a la variedad anarquista del egoísmo de Stirner y a la versión marxista del comunismo.
En toda la Europa decimonónica hubo seguidores de Hegel tan notables como los italianos Benedetto Croce y Giovanni Gentile, el francés Étienne Vacherot y el inglés J. M. E. McTaggart, entre otros. En el siglo XX, la filosofía de Hegel tuvo un gran renacimiento: Esto se debió en parte a que fue redescubierto y revaluado como progenitor filosófico del marxismo por marxistas de orientación filosófica, en parte a un resurgimiento de la perspectiva histórica que Hegel aportó a todo, y en parte al creciente reconocimiento de la importancia de su método dialéctico. Algunas figuras que se relacionan con este renacimiento son Herbert Marcuse, Theodor Adorno, Ernst Bloch, Alexandre Kojève y Gotthard Günther. El renacimiento de Hegel también puso de relieve la importancia de sus primeras obras, es decir, las publicadas antes de la Fenomenología del espíritu. Los estudiosos no están de acuerdo si filósofos contemporáneos como Wilfrid Sellars, John McDowell, Robert Brandom y Slavoj Žižek deberían ser considerados neo-hegelianos.

## Obras principales
- Diferencia entre los Sistemas Filosóficos de Fichte y Schelling (Differenz des Fichte´schen un Schelling´schen Systems der Philosohpie in Bezeihung auf Reinhold´s Beyträge zur leichtern Übersicht des Zustand der Philosophie zu Anfang des neunzehnten jarhunderts, Istes. Heft,1800)
- Fenomenología del espíritu (Phänomenologie des Geistes, Bamberg, 1807)
- Ciencia de la lógica (Wissenschaft der Logik, 3 vols., 1812–1816). Trad. esp.: editorial Solar / Hachette, Buenos Aires, segunda ed. 1968. Trad. de Augusta y Rodolfo Mondolfo. Prólogo de R. Mondolfo.
- Enciclopedia de las ciencias filosóficas (Enzyklopaedie der philosophischen Wissenschaften, Heidelberg, 1817; 2.ª ed. 1827; 3.ª, 1830)
- Elementos de la filosofía del derecho (Grundlinien der Philosophie des Rechts, 1821)
- Lecciones sobre la estética (Vorlesungen über die Ästhetik (gehalten 1820–1829, aus Notizen und Mitschriften 1835–1838 postum herausgegeben von Heinrich Gustav Hotho). Trad. esp.: Ediciones Akal. Trad. de Alfredo Brotons Muñoz

### Sobre Hegel y su obra
- ESCOHOTADO, Antonio (1972). La conciencia infeliz: Ensayo sobre la filosofía de religión de Hegel. La Emboscadura.
- THEODOR, W. Adorno (1974). Tres estudios sobre Hegel. Madrid: Taurus.
- HYPOLITTE, J. (1970). Introducción a la filosofía de la historia de Hegel. Buenos Aires: Calden.
- CHÂTELET, François (1972). Hegel según Hegel. Laia.
- KRONER, Richard (1971). El desarrollo filosófico de Hegel. Buenos Aires: Kairós.
- D’HONDT, Jacques (2002). Hegel: biografía. Trad. Carlos Pujol. Barcelona: Tusquets.
- GAETE, Arturo (1995). La lógica de Hegel: iniciación a su lectura. Buenos Aires: Edicial.
- HEIDEGGER, Martin (2000). Hegel. Buenos Aires: Editorial Almagesto. Edición bilingüe —alemán-castellano—, de Dina V. Picotti C. Título original: Gesamtausgabe, Bd. 68: Hegel, 1938–1941 / 1942. Vittorio Klostermann. Frankfurt a. M. Edición de Ingrid Schüssler (1993).
- HEIDEGGER, Martin (1992). La fenomenología del espíritu de Hegel. Madrid: Alianza Editorial. Traducción, introducción y notas: Manuel E. Vázquez y Klaus Wrehde. Título original: Gesamtausgabe (Edición integral), Volumen 32: Hegels Phänomenologie des Geistes. Curso de Friburgo; semestre de invierno del curso 1930–1931. Edición de Ingtraud Görland (1980).
- HEIDEGGER, Martin (1995). Sendas perdidas o Caminos de bosque. Buenos Aires: Editorial Losada, 1960 / Madrid: Alianza.
- LUKÁCS, Georg (1978). El joven Hegel. Barcelona: Grijalbo.
- MARCUSE, Herbert (2003). Razón y revolución. Madrid: Alianza.
- LEYVA, Gustavo; NAVA TOVAR, Alejandro (Eds.) (2024): La “Filosofía del Derecho” de Georg Wilhelm Friedrich Hegel. Sentido, problemas y perspectivas. México: Universidad Autónoma Metropolitana. ISBN: 978-607-28-3155-1
- RIPALDA, José María (1978). La nación dividida. Raíces de un pensador burgués: G.W.F Hegel. Madrid: Fondo de cultura económica.
- SPENCER, Lloyd; KRAUZE, Andrzej; APPIGNANESI, Richard (1996). Hegel for beginners.
- SCIACCA, Michele Federico (1975). Reflexiones inactuales sobre el historicismo hegeliano. Fundación Universitaria Española. ISBN 978-84-7392-058-2.
- BLOCH, Ernst (1983). Sujeto-Objeto. El pensamiento de Hegel. México: Fondo de Cultura Económica. ISBN 968-16-1361-9.
- ALBIZU, Edgardo (2004). Hegel y Heidegger, las fronteras del presente filosófico. Buenos Aires: Jorge Baudino Ediciones. ISBN 987-9020-30-8.
- TAYLOR, Charles (2010). Hegel. Barcelona: Editorial Anthropos. ISBN 978-84-7658-946-5.
- VOEGELIN, Eric (1972). On Hegel: A Study in Sorcery. En Published Essays 1966-1985. The Collected Works of Eric Voegelin, vol. 12, Louisiana State University Press, Baton Rouge and London (1990). Traducción en castellano: Cartas esenciales: «Sobre Hegel: un estudio de brujería», por Eric Voegelin: Foro Interno, vol. 10 (diciembre de 2010), pp. 155-197)
- VALLS PLANA, Ramón (1971). Del Yo al Nosotros. Lectura de La fenomenología del espíritu de Hegel. Barcelona: Editorial Estela.